# Alter Botanischer Garten Zürich
Der Alte Botanische Garten Zürich «zur Katz» ist ein Botanischer Garten in der Schweizer Stadt Zürich.

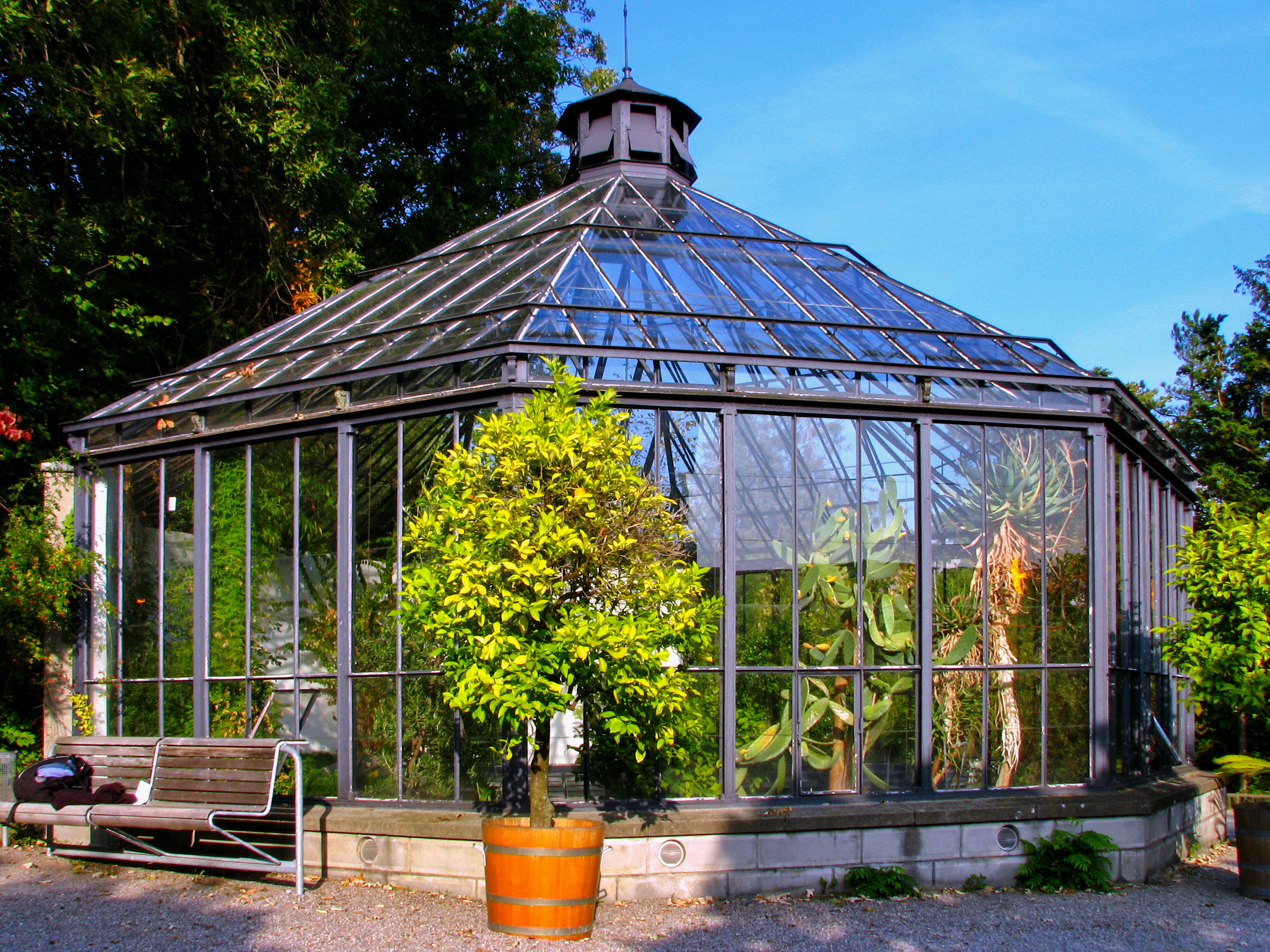
Palmenhaus (1851/1877)

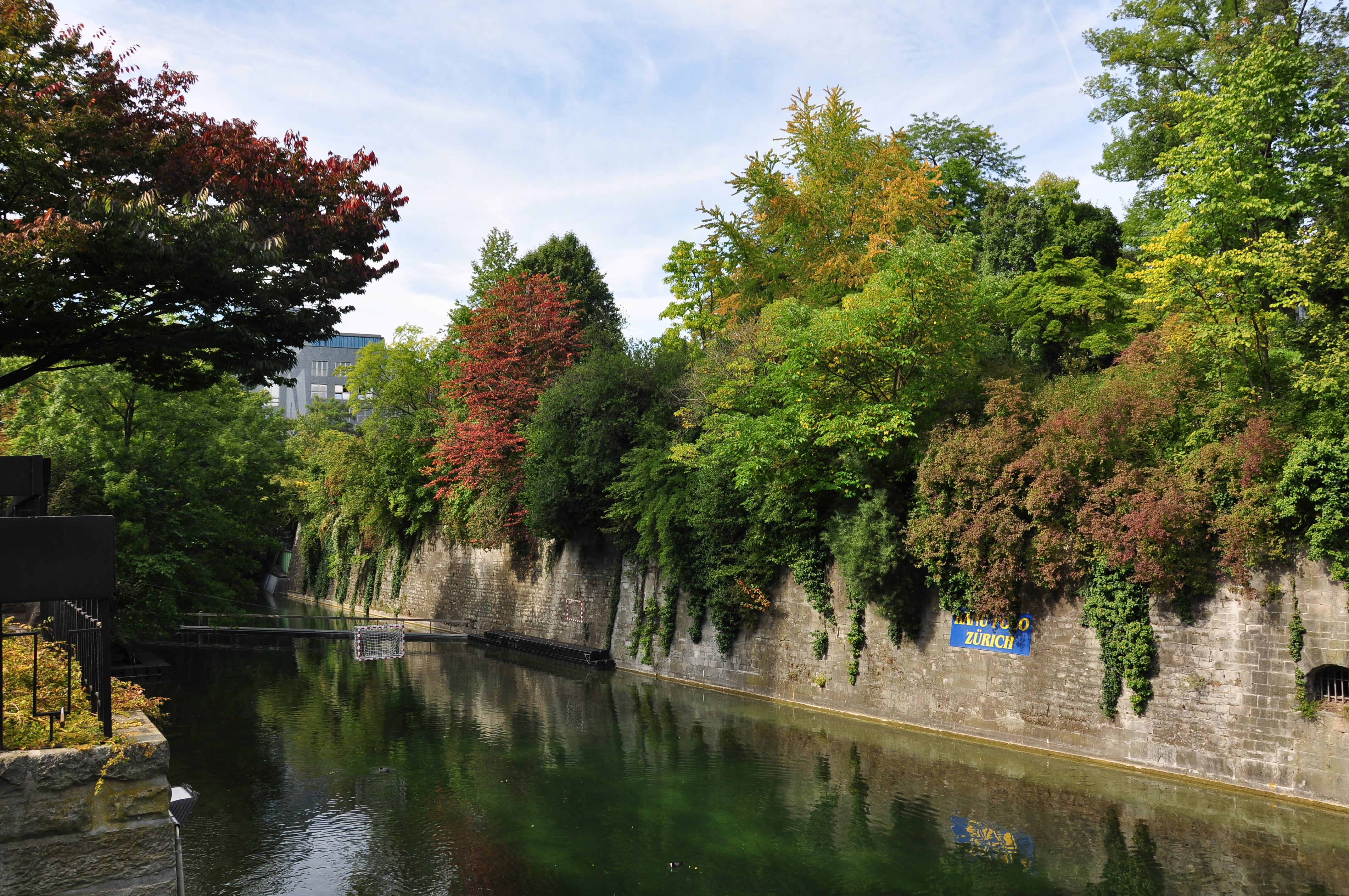
Blick über den Schanzengraben auf das Bollwerk «zur Katz» und Teile des Arboretums

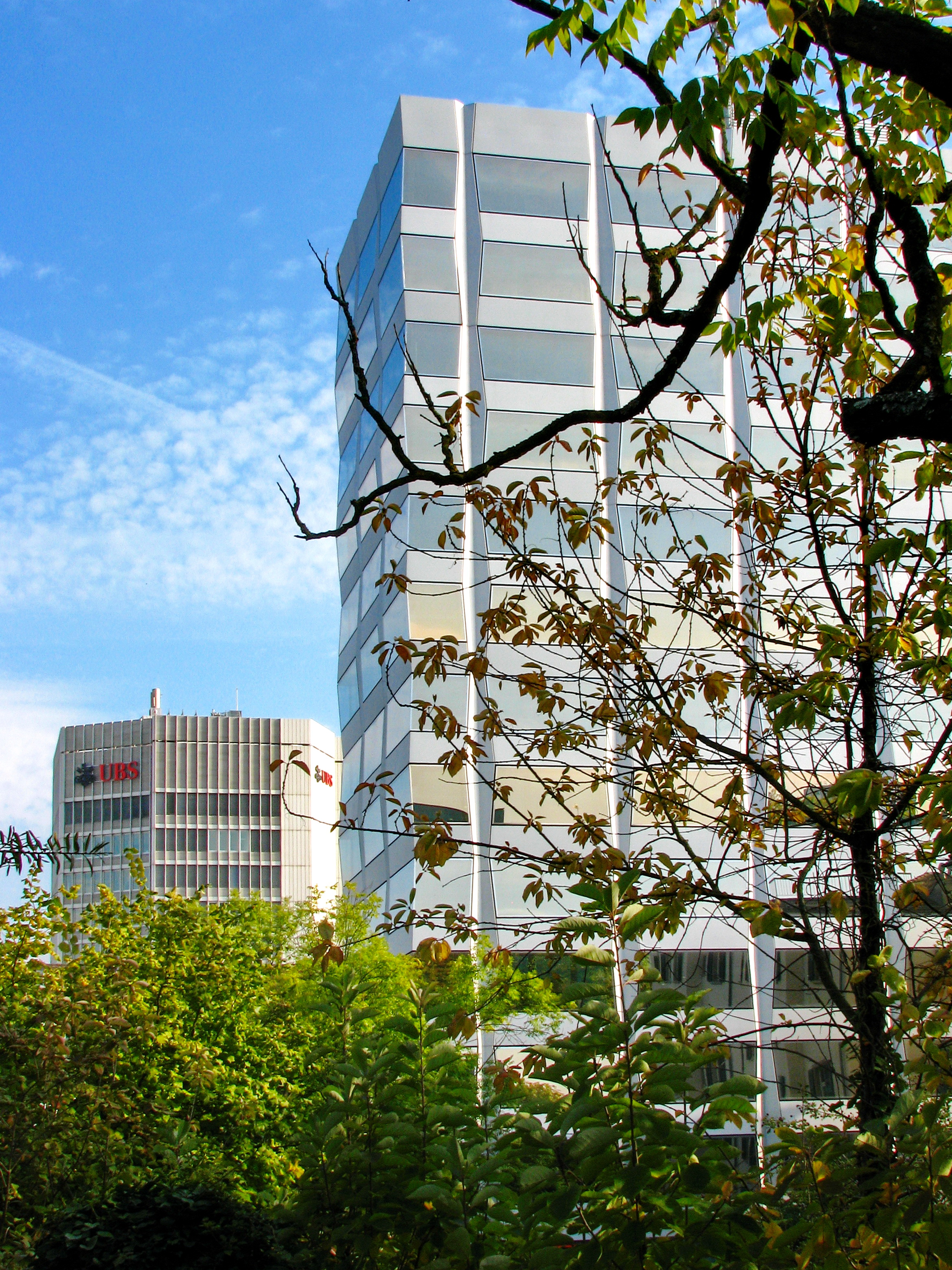
Natur und Moderne (SIA- und UBS-Hochhaus)

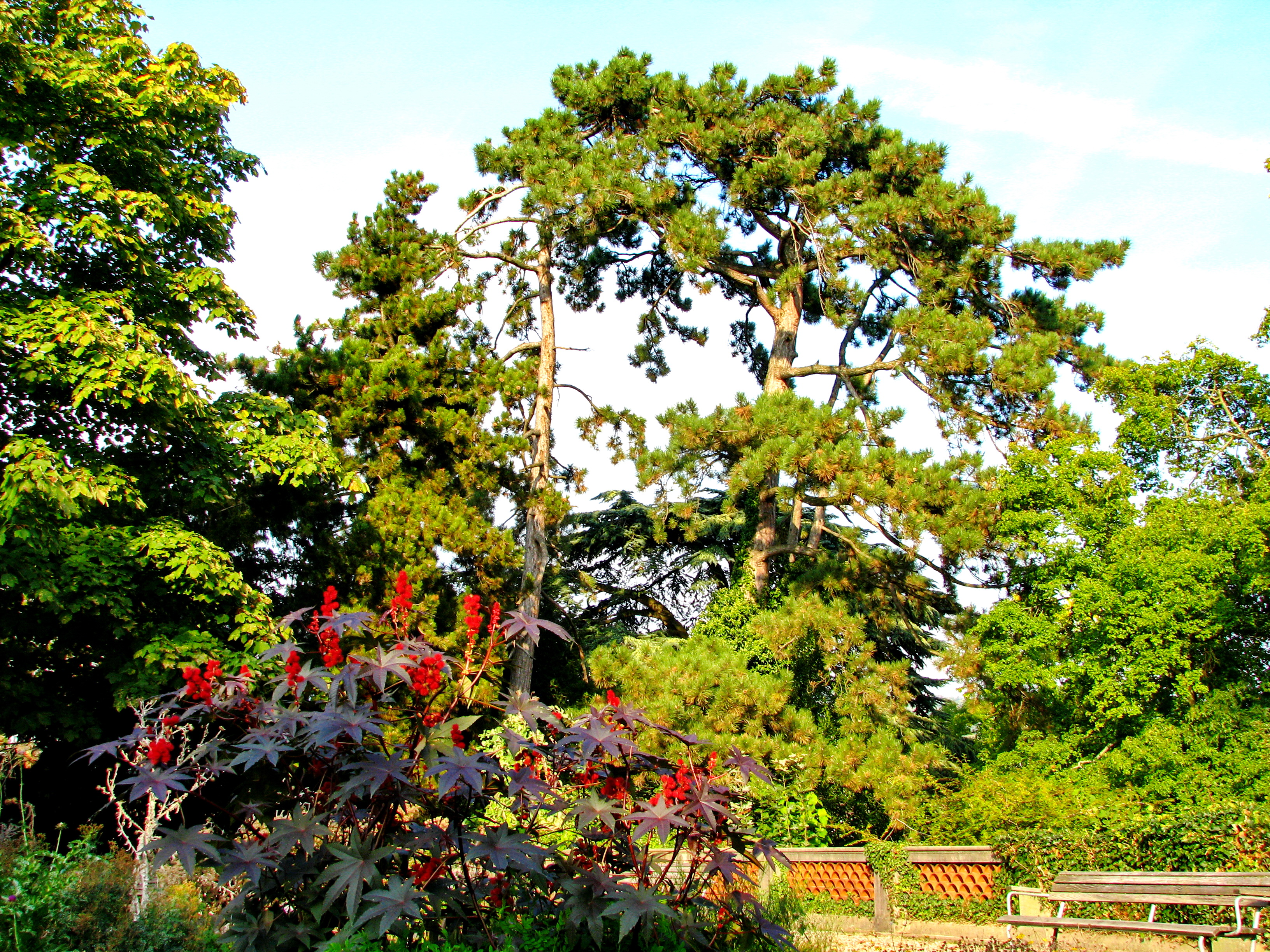
«Gessner–Garten»

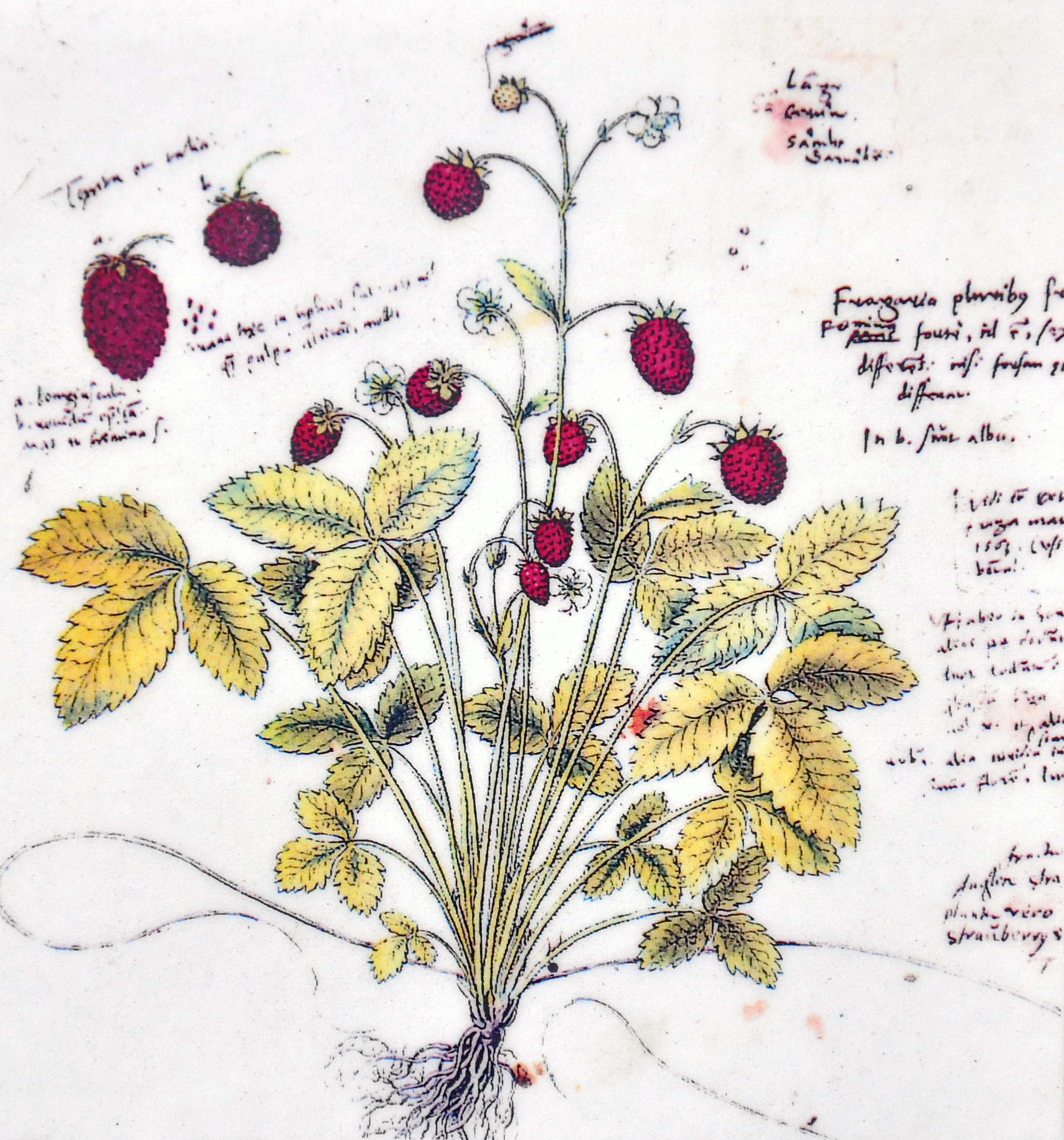
Wald-Erdbeere, Abbildung aus Conradi Gesneri Historia plantarum

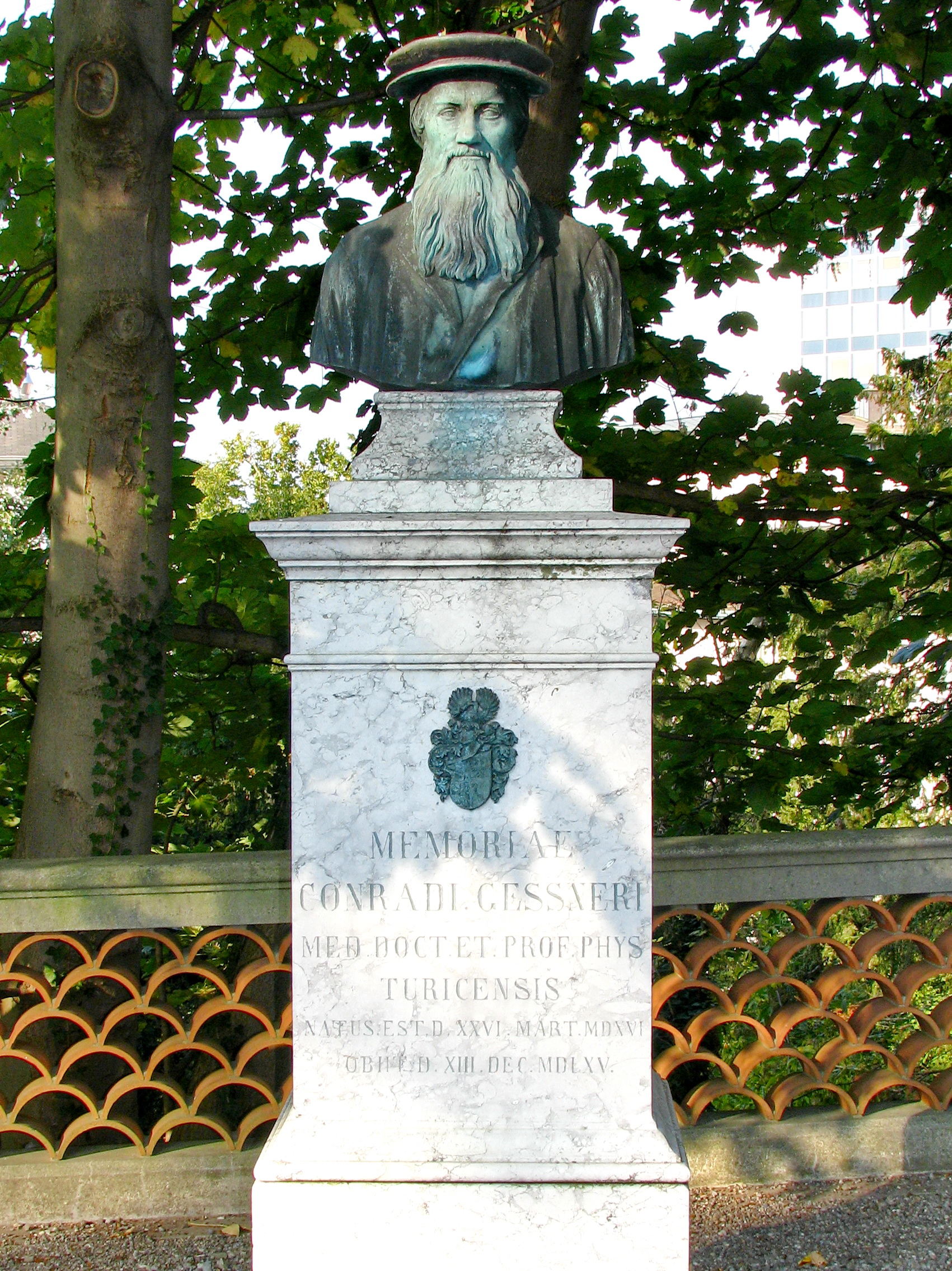
Conrad-Gessner-Denkmal (1853)

## Lage
Der seit 1833 bestehende alte Botanische Garten befindet sich beim ehemaligen Bollwerk «zur Katz» (Quartier City, Kreis 1). Im Jahr 1977 wurde eine neue Anlage an der Zollikerstrasse (Quartier Weinegg, Kreis 8) mit dem Institut für Systematische Botanik der Universität Zürich eröffnet.

## Geschichte
Die Ursprünge des ersten botanischen Gartens gehen auf den sogenannten Kräutergarten von Conrad Gessner (1516–1565) zurück. Ein Nachfahre Gessners, der Arzt und Naturforscher Johannes Gessner (1709–1790), legte in Zusammenarbeit mit der 1746 gegründeten «Naturforschenden Gesellschaft Zürich» einen botanischen Garten an. Nach einem Standortwechsel übernahm der Kanton Zürich mit der Gründung der Universität Zürich im Jahr 1833 das sogenannte «Schimmelgut».
Mit der Auflösung des Bollwerks «zur Katz» wurde 1837 die noch heute existierende Anlage am Schanzengraben erbaut. Gestaltet wurde der Garten vom Universitätsgärtner Leopold Karl Theodor Fröbel (1810–1907). 1851 folgte die Eröffnung des unter Denkmalschutz stehenden Palmenhauses – zu Beginn aus Glas und Holz erbaut, erhielt der achteckige Glaspavillon im Jahr 1877 einen Gusseisenrahmen. Heute wird der Pavillon vorwiegend für Konzerte, Theater oder Ausstellungen genutzt.
Das Gelände ist rundum von Gebäuden begrenzt, was in der zweiten Hälfte des 20. Jahrhunderts die dringend notwendige Erweiterung verunmöglichte, zudem hemmten die Schatten der nach Mitte der 1960er Jahre erbauten Hochhäuser die Wachstumsbedingungen für die Pflanzen. Die Gebäude waren in schlechtem Zustand, so dass der Umzug aus dem Stadtzentrum an die Peripherie der Stadt die Erweiterung der botanischen Sammlung ermöglichte. 1971 entschied sich das Stimmvolk für den Bau eines neuen Botanischen Gartens im «alten Park» der Familie Bodmer-Abegg, im Quartier Weinegg an der Zollikerstrasse. Die Anlage «zur Katz» beherbergte bis zum Umzug an den neuen Standort den Botanischen Garten der Universität Zürich und ist seit 1976 ein Naherholungsgebiet in der Innenstadt.

## Anlage

### Arboretum
Heute gehört die Anlage mit ihrem wertvollen Baumbestand zum Völkerkundemuseum, das in den ehemaligen Institutsgebäuden untergebracht ist. Nach wie vor bemerkenswert ist das Arboretum und die idyllische Lage am Schanzengraben, inmitten der Zürcher City, was den Garten zu einem beliebten Naherholungsgebiet macht. Geöffnet ist die Anlage von April bis September 07:00–19:00, von Oktober bis März 08:00–18:00 Uhr.

### Gessner-Garten
Auf der Hügelkuppe erinnert der «Gessner-Garten», ein mittelalterlicher Kräutergarten, an Conrad Gessner. Hier befand sich, auf dem höchsten Punkt des damaligen Bollwerks «zur Katz», die südliche Bastion mit den Geschützen (sogenannte «Katzen») der Stadtbefestigung. Eröffnet am 27. Mai 1997, wurde der Garten durch ein privatwirtschaftliches Gartenbauunternehmen realisiert und von der Stiftung «Pro Katz» finanziert, die den Unterhalt des botanischen Schaugartens bezweckt.
An Conrad Gessners Wirken als Stadtarzt und Naturforscher erinnert ein Denkmal am Nordende des Kräutergartens; breiter bekannt sein dürfte er durch die 50 Franken–Note der sechsten Banknotenserie von 1976, die sein Porträt zeigt.

## Der Gessner-Garten und Heilpflanzen des 16. Jahrhunderts
Jede der rund 50 Pflanzen (Kräuter und Sträucher) wird mit einem zeitgenössischen Zitat eines damaligen Heilkundigen erläutert:
- Artischocke, Strobildorn (Cynara cardunculus): «Die Wurtzel des Strobildorns in Wein gesotten und truncken vertreibt den bösen Geschmack des ganzen Leibs.» (Fuchs 1543)
- Blutwurz, Tormentill (Potentilla erecta, Syn.: Potentilla tormentilla): «Die Wurtzel im Mund behalten und gekawet heylet desselbigen faulen Geschwör.» (Fuchs 1543)
- Flachs (Linum usitatissimum): «Gemelter Safft vertreibt Flecken, gehört für die hoffertigen Weiber die gern schöne Angesichter hetten.» (Fuchs 1543)
- Gemeine Pfingstrose (Paeonia officinalis): «Diss Kraut inn die Kinderwiegen gestecket bewaret die Kinder für Schrecken wo den Kindern gewonlich inn der Nacht zufallen – vertreibt auch ander Gespenst.» (Bock 1557)
- Mariendistel (Silybum marianum): «Die Wurtzel gesotten und getruncken ist gut denen wo einen blöden Magen haben und die Speiss nit wolbehalten mögen.» (Fuchs 1543)
- Wacholder (Juniperus communis): «Der Rauch davon verjagt die Schlangen und den vergifften Dufft. Derhalben wo die Pestilentz regiert, sol man stätz von Weckholder Holtz Rauch machen in allen Gemachen darinnen man wonet.» (Fuchs 1543)
- Wald-Erdbeere (Fragaria vesca): «Die Brüe davon im Mund gehalten bekrefftigt und befestigt das Zanfleysch, heylet die Mundfeule und vertreibt den Bösen Geschmack des Mundes.» (Fuchs 1543)
- Wermutkraut (Artemisia absinthium L.): «Es ist ein Abwehrmittel (Amulett) gegen den fallenden Siechtag (Epilepsie) – fertiger Aberglaube.» (Gessner 1561)

Gezeigt werden Heilpflanzen, von denen schon jahrhundertelang angenommen wurde, dass sie bei Krankheiten und Gebrechen heilsame Wirkung zeigen, und von denen einige noch heute ihrer heilenden Wirkung wegen genutzt werden. Die Beschilderung der Pflanzen gibt einen Einblick in das Heilpflanzenwissen Conrad Gessners und seiner Zeitgenossen, wie Hieronymus Bock (1498–1554) und Leonhart Fuchs (1501–1566).

Bildergalerie
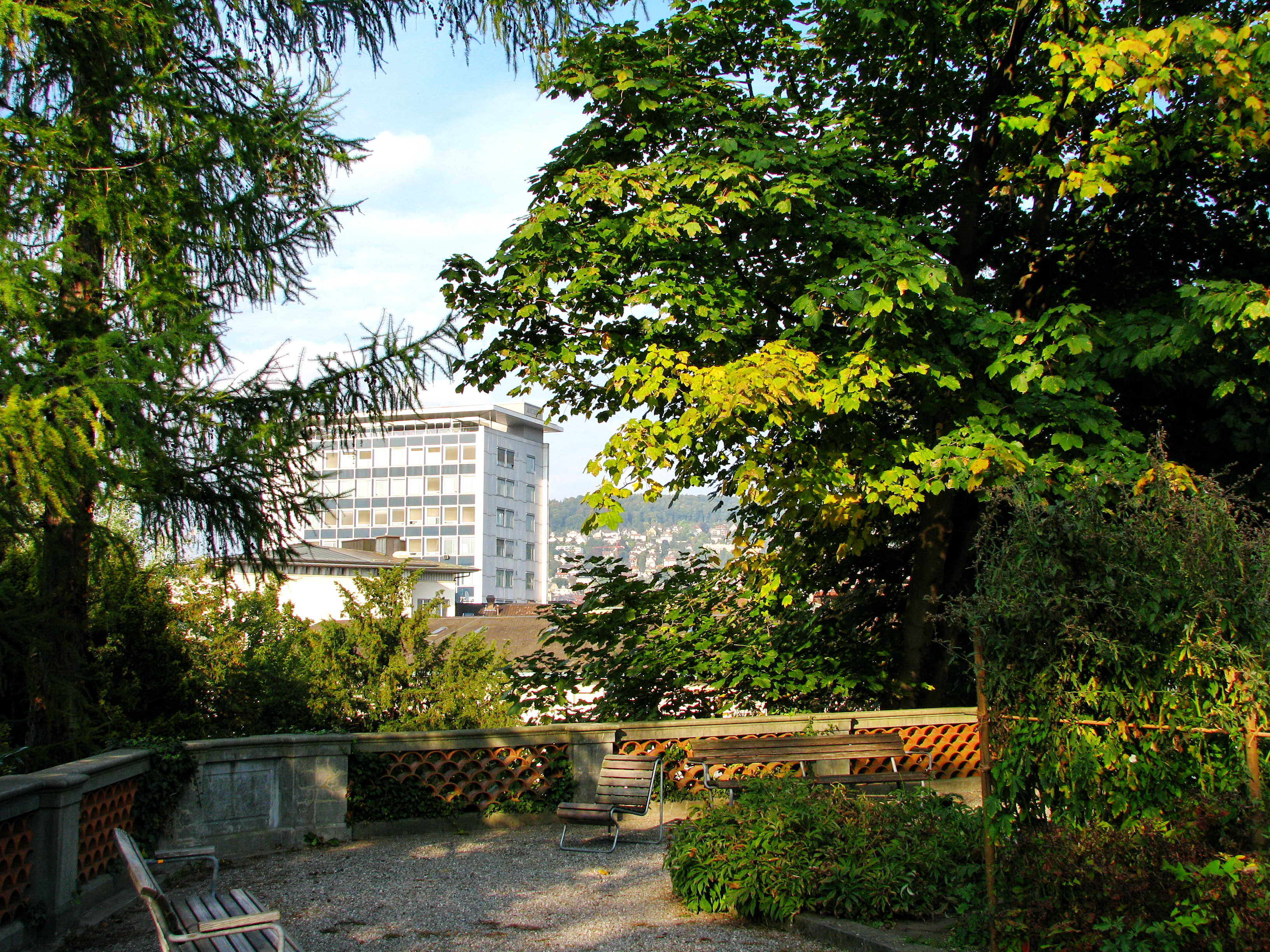
Blick nach Norden in Richtung Sihlporte
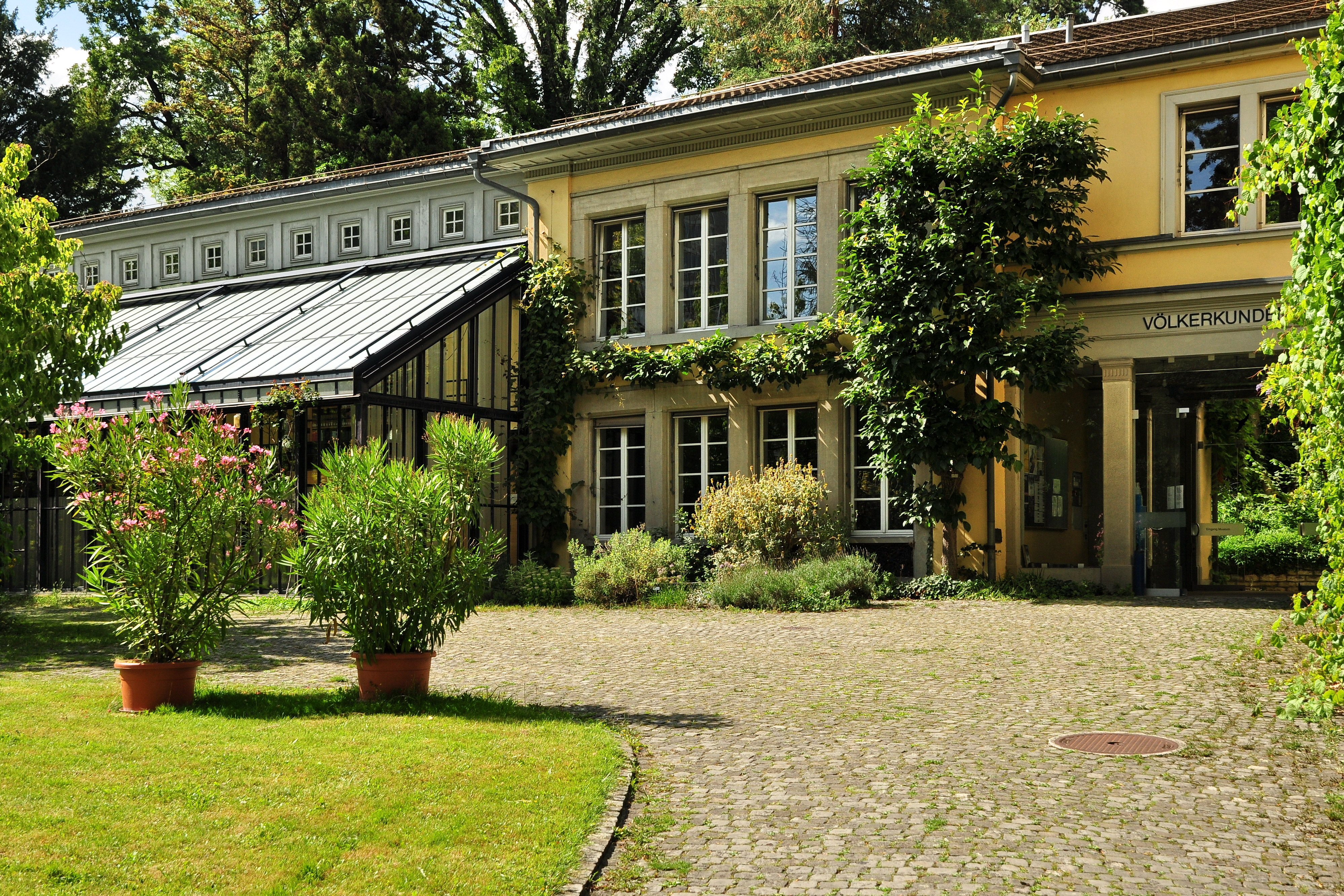
Gebäude des Völkerkundemuseums
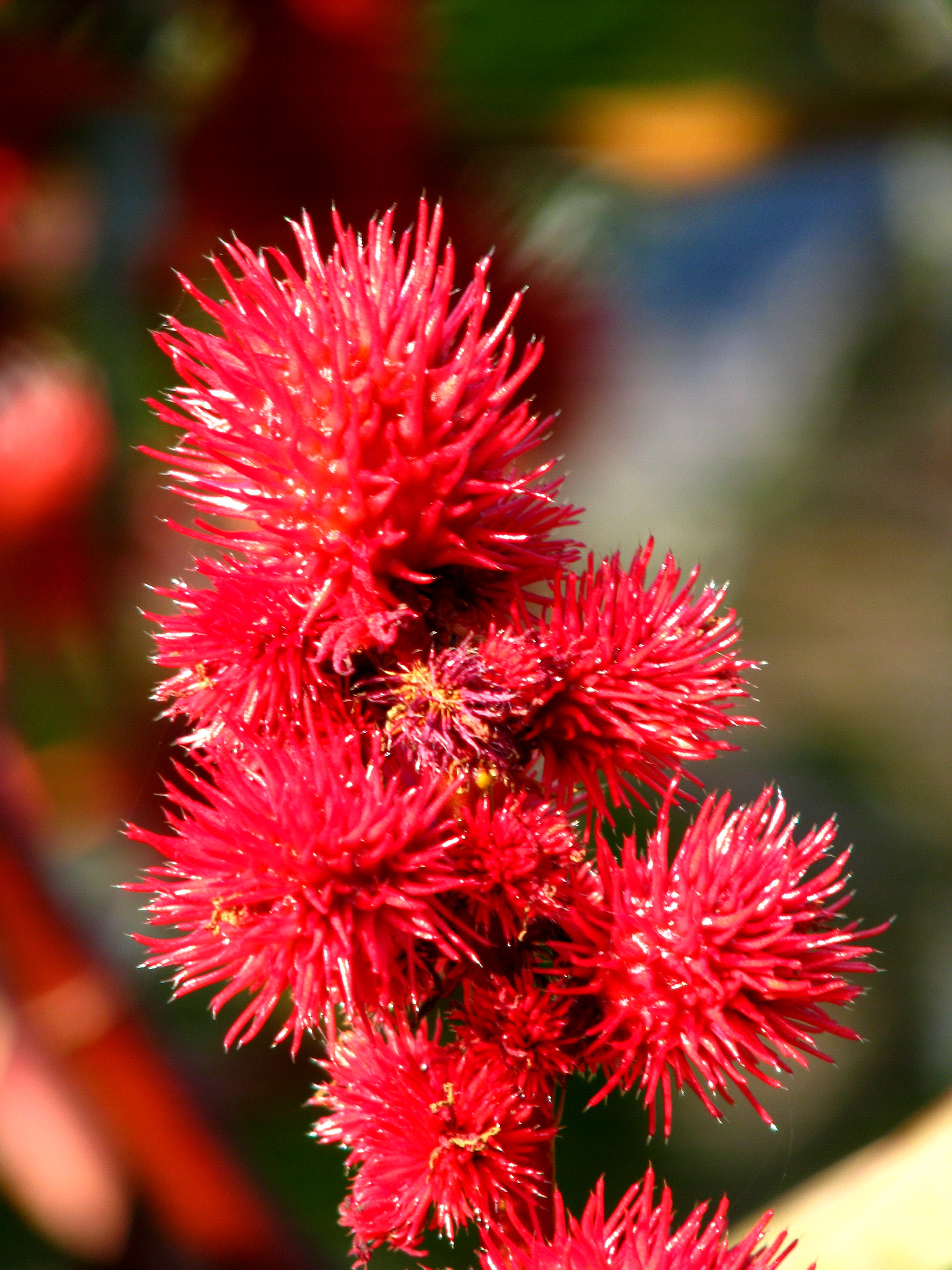
Rizinus-Früchte
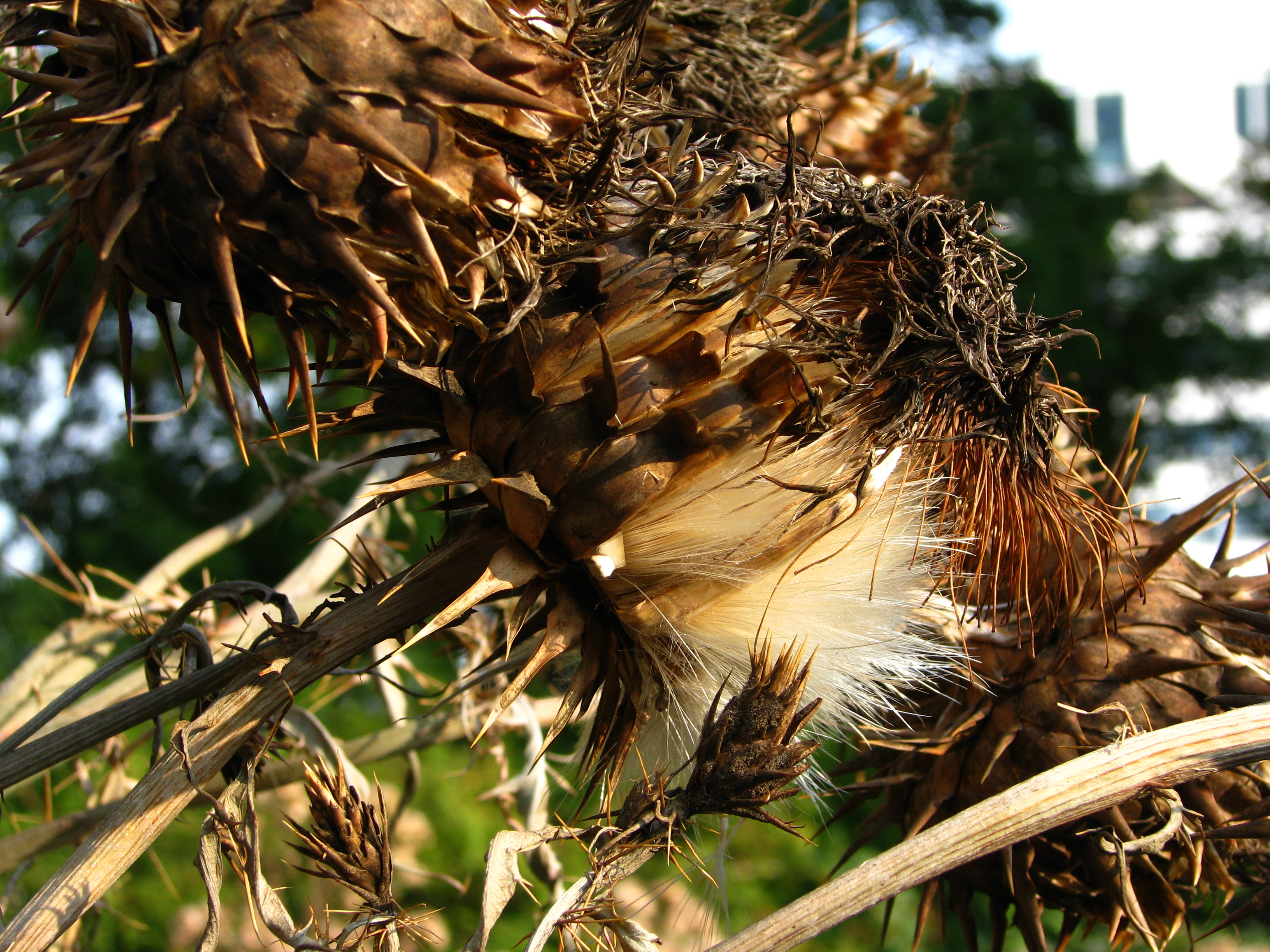
Artischocke, Strobildorn (Cynara cardunculus)
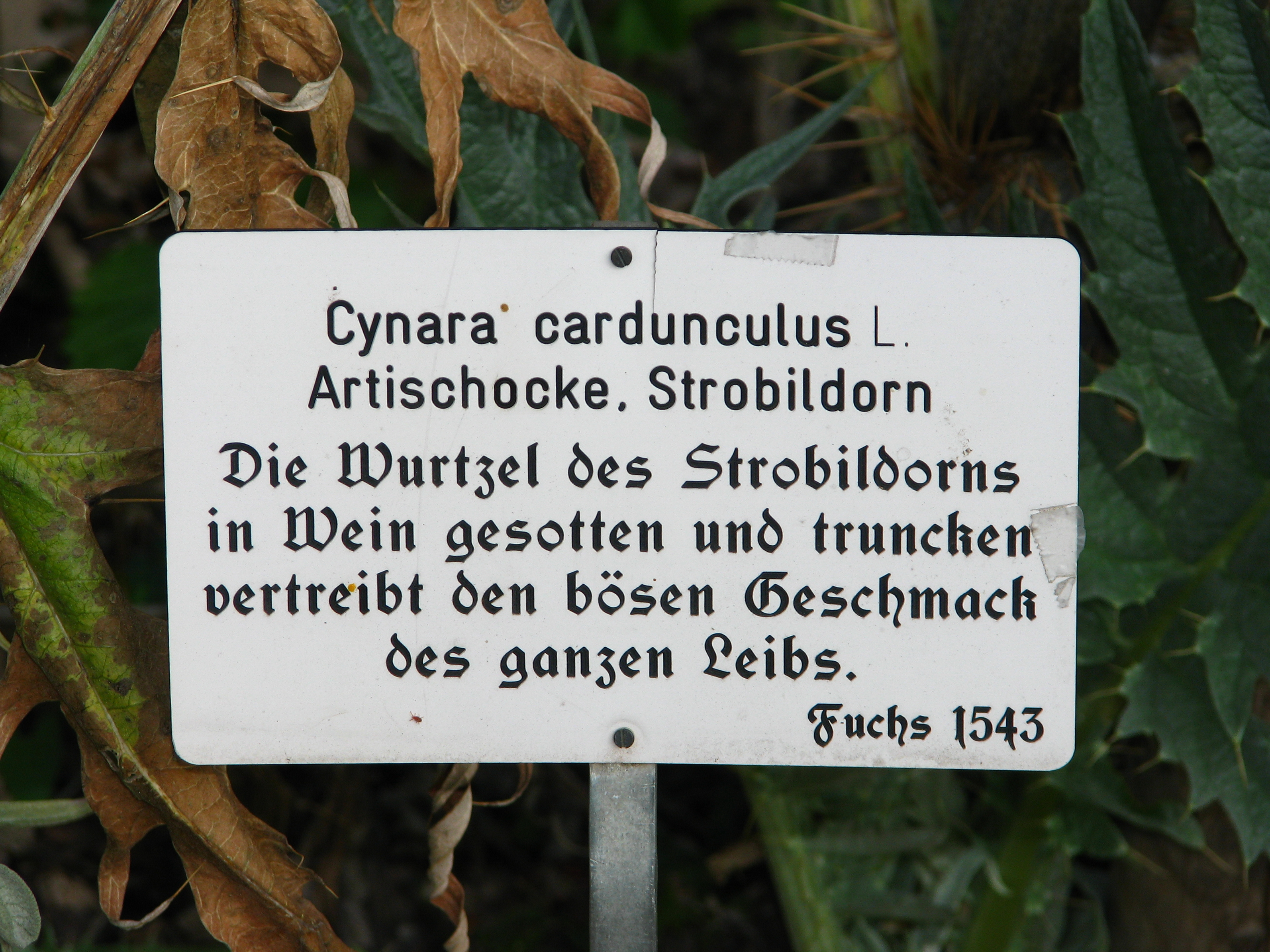
Beschilderung
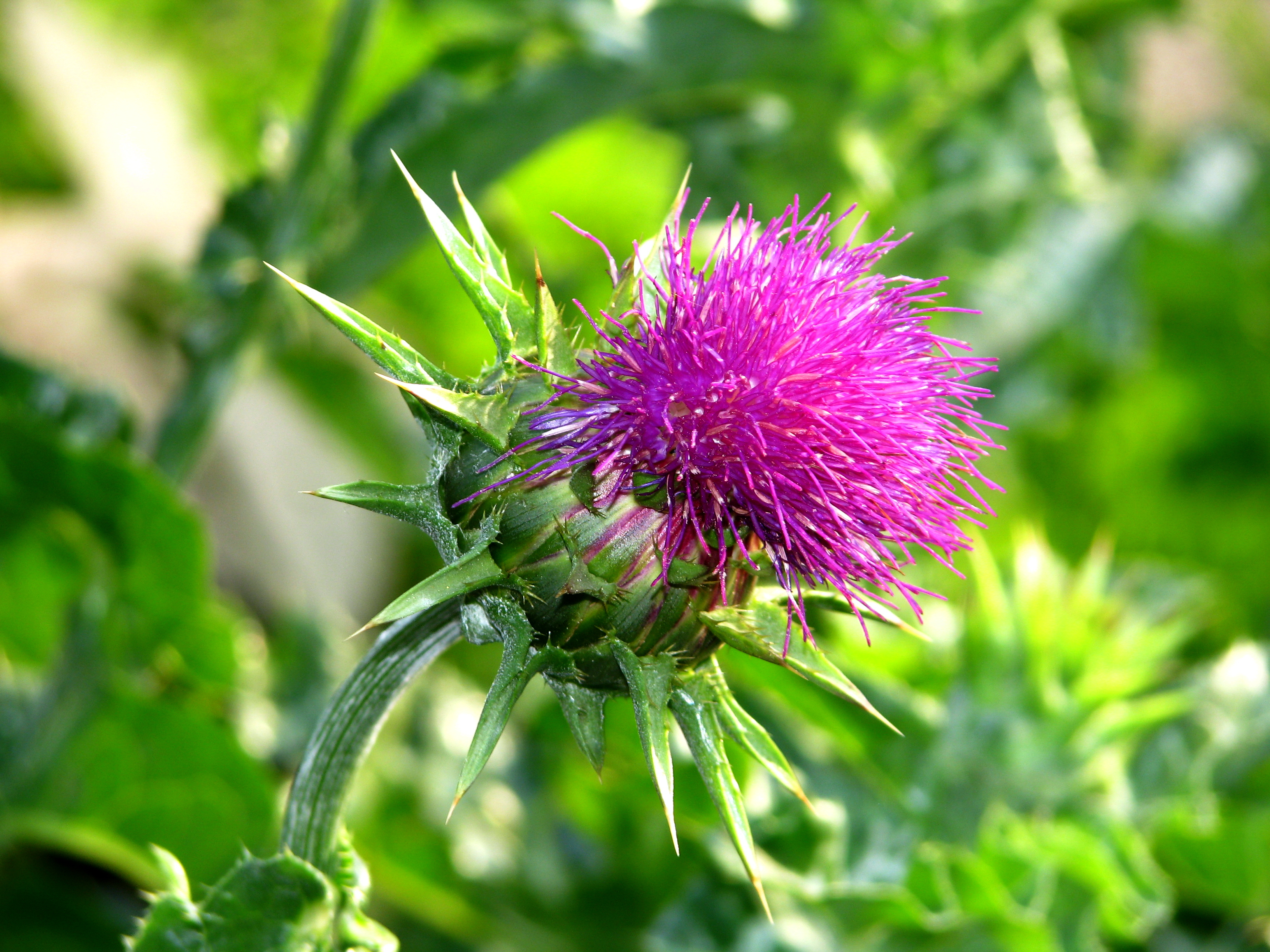
Mariendistel (Silybum marianum)
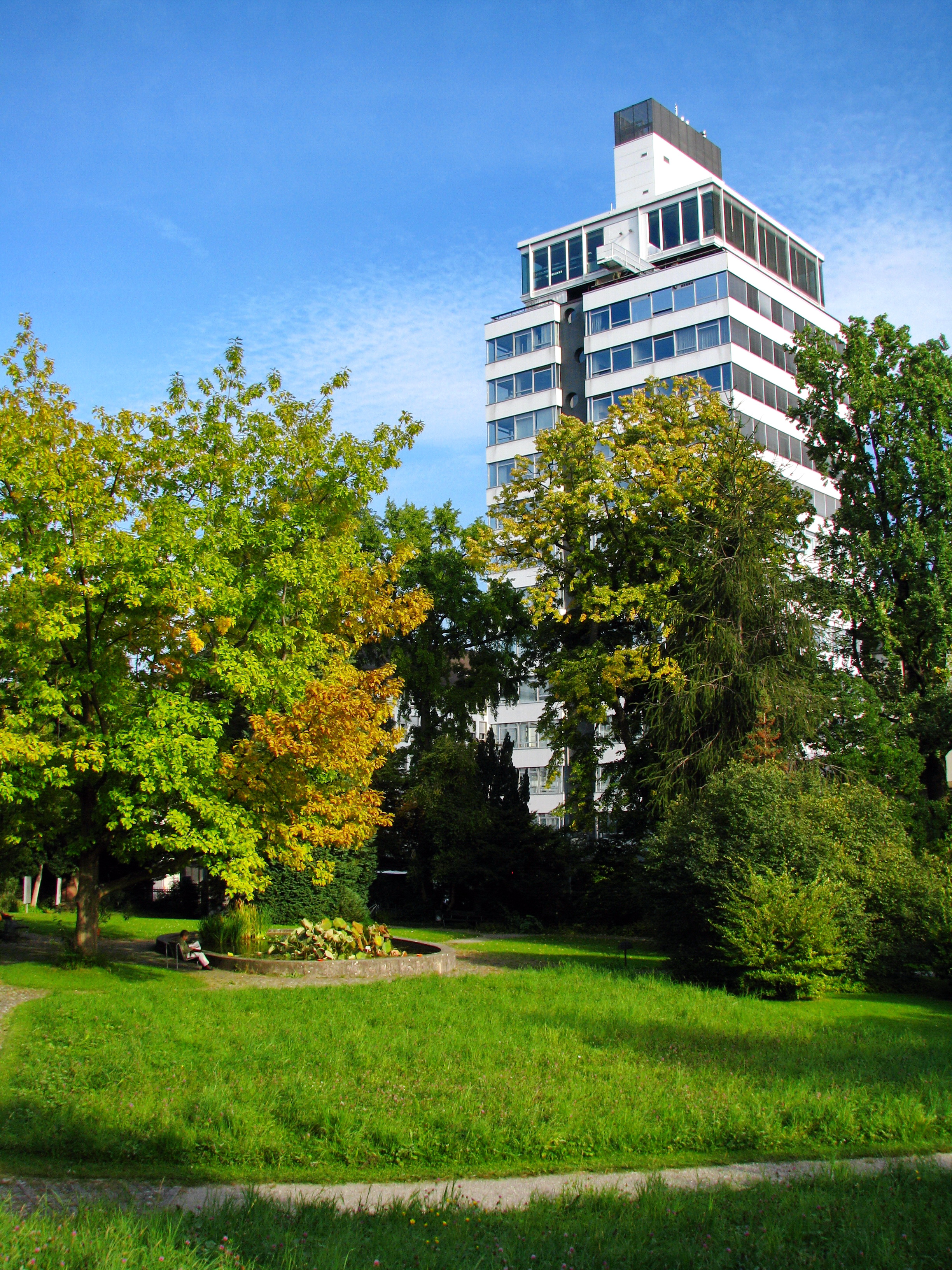
Sicht nach Osten: Hochhaus zur Schanze